# Reichsvereinigung der Juden in Deutschland

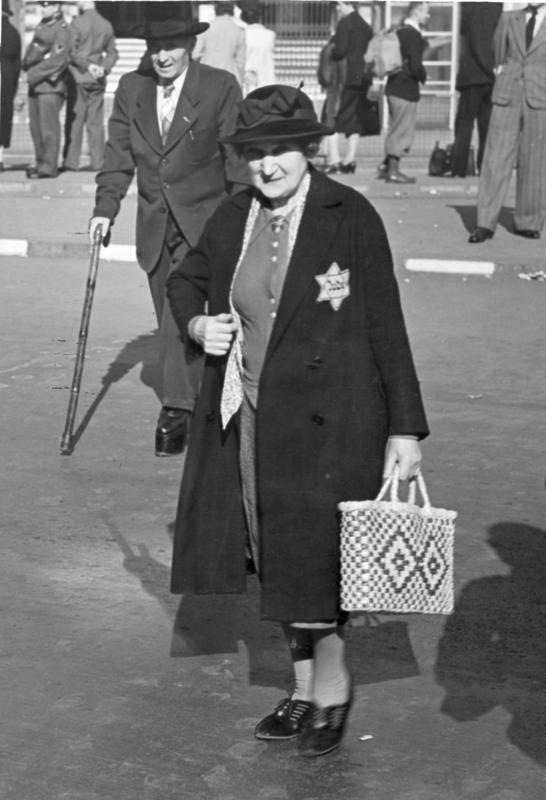
Een oude vrouw in Berlijn draagt de verplichte Jodenster.

De Reichsvereinigung der Juden in Deutschland was een Joodse koepelorganisatie in nazi-Duitsland,die de Joodse bevolking vertegenwoordigde. De organisatie bestond van 1939 tot 1943.

## Achtergrond
Het Duitse Jodendom kende rond de jaren dertig een goed georganiseerd verenigingsleven. Desondanks ontbrak een overkoepelende organisatie. Dit veranderde in september 1933 toen een aantal religieuze groepen zich in reactie op de machtsovername door de nazi's verenigde in de Reichsvertretung der Deutschen Juden. Twee jaar later moest de naam op last van de autoriteiten veranderd worden naar Reichsvertretung der Juden in Deutschland. Na de Kristallnacht in november 1938 kwam er een verbod voor zelfstandige Joodse verenigingen. Zij moesten allen gedwongen opgaan in de Reichsvertretung. Aan het begin van 1939 werd de Reichsvertretung op last van de autoriteiten omgevormd naar de Reichsvereinigung. Voorbeelden van organisaties die opgingen in de Reichsvereinigung zijn de Jüdischer Frauenbund, de Jüdischer Kulturbund en de Reichsbund jüdischer Frontsoldaten.
De Reichsvereinigung was veel centraler georganiseerd dan de Reichsvertretung. Zij was vergelijkbaar met bijvoorbeeld de Joodse Raad in Nederland. De Reichsvereinigung had zelf geen beslissingsbevoegdheden, maar viel onder de Reichssicherheitshauptamt (RSHA), met aan het hoofd van de afdeling Joodse Zaken Adolf Eichmann.  Daarvan ontving de Reichsvereinigung de opdrachten die zij op haar beurt weer doorgaf aan de Joodse bevolking. Dat deed zij via de enige toegestane Joodse krant, het Jüdischer Nachrichtenblatt.
Het belangrijkste doel van de Reichsvereinigung was aanvankelijk het organiseren van de emigratie van Joden. Daarnaast vervulde zij een belangrijke rol bij het verlenen van bijstand en onderwijs. Door de beroepsverboden waren veel Joden hen namelijk afhankelijk van de bijstand. Vanaf 1941 kwam de nadruk steeds meer te liggen op het meehelpen aan de deportaties en het verzorgen van de achterblijvers. De Reichsvereinigung verstrekte persoonsinformatie voor de deportatielijsten, bracht berichten rond en zorgde voor voedsel in de verzamelkampen. De Reichsvereinigung en daarbij aangesloten personen probeerden de deportaties wel te vertragen of de ontberingen te verzachten, maar bleef wel meewerken. De meeste bestuurders van de Reichsvereinigung dachten dat door mee te werken erger kon worden voorkomen.
In juni 1942 werd al een groot deel van het bestuur en de medewerkers van de Reichsvereinigung gedeporteerd. De voorzitter van de Reichsvereinigung Leo Baeck werd in januari 1943 samen met de laatste achtergebleven bestuursleden op transport gezet naar Theresienstadt. De Reichsvereinigung hield in juni 1943 feitelijk op te bestaan.

## Organisatie

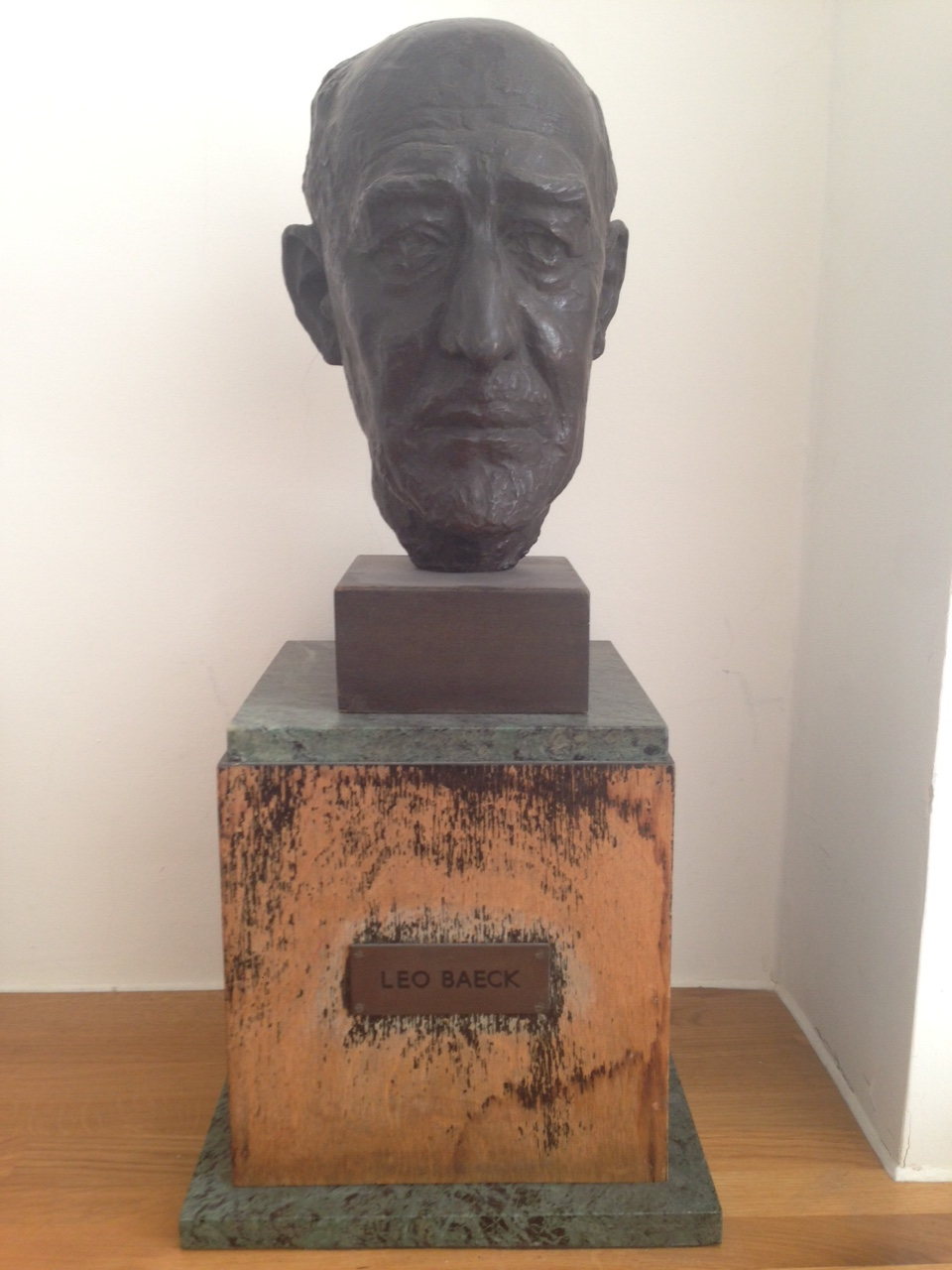
Een buste van voorzitter Leo Baeck.

De Duitsers bepaalden wie er in het bestuur kwamen van de Reichsvereinigung. Voorzitter was Leo Baeck, die eerder al leiding gaf aan de Reichsvertretung. Zijn plaatsvervanger was Heinrich Stahl, terwijl de dagelijkse leiding bij Otto Hirsch lag. Andere bestuurders waren Arthur Lilientahl, Paul Eppstein, Moritz Henschel en Philipp Kozower.
Naast het hoofdkantoor in Berlijn waren er in 1939 veertig districtskantoren. Alle Joden waren verplicht lid van de Reichsvereinigung. Er werd tot 1942 een uitzondering gemaakt voor gemengd gehuwde Joden.